# Ivan Vasilyevich Vasilyev
Ivan Vasilyevich Vasil'yev (sinh ngày 2 tháng 1 năm 1899 - mất ngày 7 tháng 8 năm 1944),ông là thiếu tướng của quân đội Liên Xô và ông đã tham gia thế chiến thứ hai.

### Sách
- Tướng lĩnh Liên Xô, TG Nguyễn Dương Hoán, Nhà xuất bản Đồng Nai, ấn phẩm năm 1999.
- Đất mẹ ơi! Đứng dậy người hỡi!, TG Vương Trọng Linh, HXB Thông tin, ấn phẩm năm 2002